# Лесково (Брестская область)
Леско́во (бел. Ляскова) — деревня в Кобринском районе Брестской области Белоруссии. Входит в состав Буховичского сельсовета.
По данным на 1 января 2016 года население составило 147 человек в 65 домохозяйствах.
В деревне расположен магазин.

## География
Деревня расположена в 12 км к северу от города и станции Кобрин и в 57 км к востоку от Бреста.
На 2012 год площадь населённого пункта составила 1,27 км² (127 га).

## История
Населённый пункт известен с 1559 года как имение и село Лесковское, владение Григория и Фёдора Оглядовичей. В разное время население составляло:
- 1999 год: 90 хозяйств, 215 человек;
- 2005 год: 71 хозяйство, 172 человека;
- 2009 год: 145 человек;
- 2016 год[2]: 65 хозяйств, 147 человек;
- 2019 год[1]: 120 человек.

В 1 км к северу от деревни Лесково расположена ныне заброшенная усадьба Митрашевских Божий Дар.